# Wola Szydłowiecka
Wola Szydłowiecka (dawniej Wola Szydłowska) – wieś w Polsce położona w województwie łódzkim, w powiecie skierniewickim, w gminie Bolimów.

## Historia
.

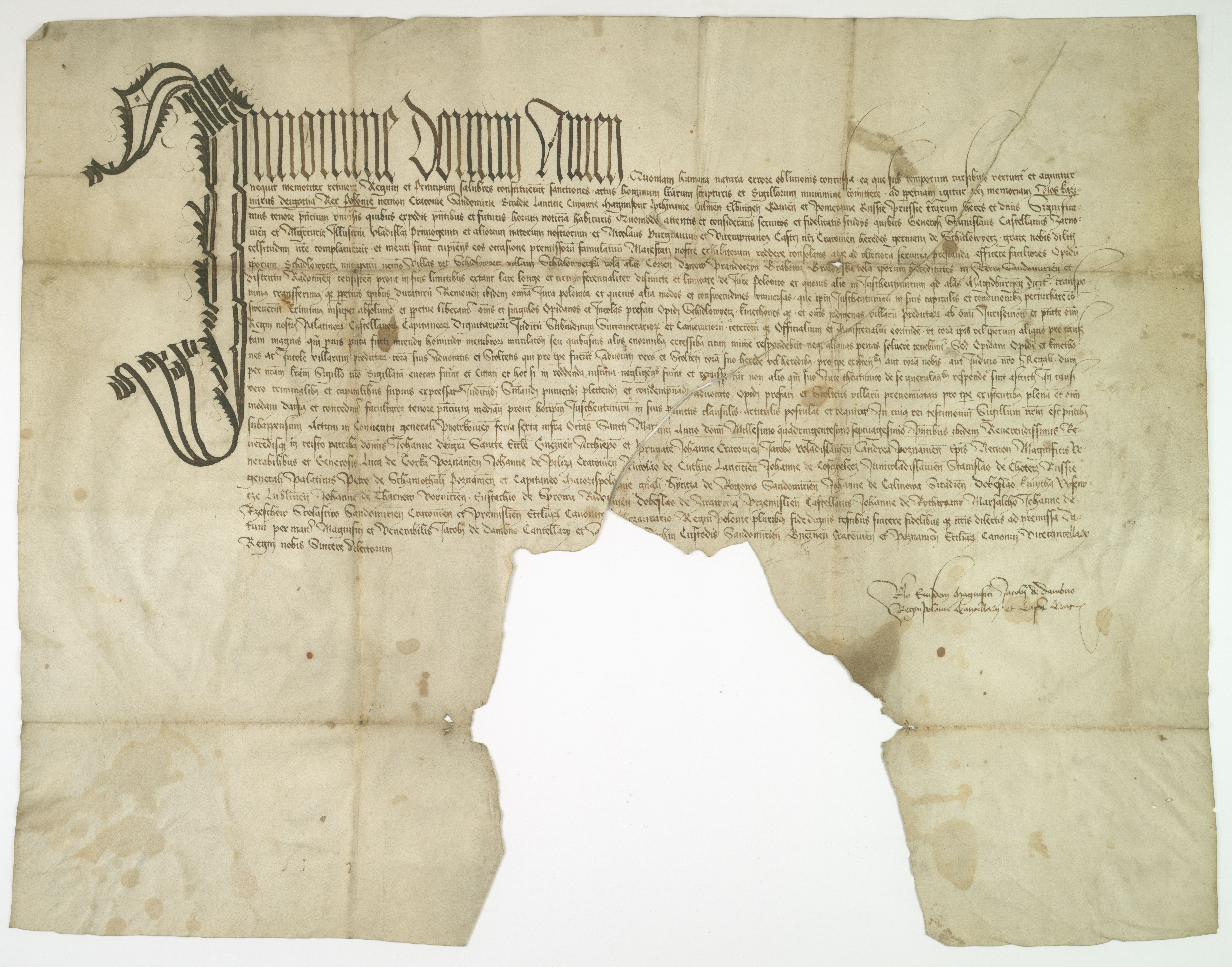
Zachowany dokument Kazimierza Jagiellończyka z 1470 roku przenoszący wieś Szydłowiecką Wolę z prawa polskiego na niemieckie

Wieś powstała jeszcze w średniowieczu. W 1470 roku  Kazimierz Jagiellończyk przeniósł wieś z prawa polskiego na niemieckie.
Wieś królewska w starostwie bolimowskim w ziemi sochaczewskiej województwa rawskiego w 1792 roku. W latach 1975–1998 miejscowość administracyjnie należała do województwa skierniewickiego. Przyjmuje się za prawdopodobne, iż zamieszkująca niegdyś tereny Woli Szydłowieckiej rodzina Kociszewskich pieczętowała się herbem Jasieńczyk. Rodzina ta wywodzi się najprawdopodobniej z Wołynia. Do dzisiaj żyje kilkunastu potomków tego rodu. Ich miejsce zamieszkania oscyluje w granicach gminy Bolimów i gmin sąsiednich.

## Zabytki
Według rejestru zabytków Narodowego Instytutu Dziedzictwa na listę zabytków wpisany jest obiekt:
- dwór, 2 poł. XIX w., nr rej.: 791 z 15.10.1989